# Imad-ad-Din al-Isfahaní
Imad-ad-Din Muhàmmad ibn Muhàmmad al-Kàtib al-Isfahaní fou un poeta i historiador persa nascut a Esfahan el 1125. A la seva joventut va viure a Esfahan i Kashan i va estudiar a Bagdad.
El 1156 fou nomenat governador de Wasit però fou destituït el 1164 a la mort del visir Ibn Hubayra. Al cap d'un temps fou nomenat katib del zengita Nur-ad-Din Mahmud i més tard mudarris d'una madrassa. A la mort de Nur al-Din el 1173 va haver de marxar a Mossul i el 1175 va presentar salutacions a Saladí després de la conquestra d'Homs i el va acompanyar uns anys. Després es va dedicar a la vida literària fins a la seva mort el 1201.
Va escriure diverses obre destacant la primera història dels gran seljúcides i un llibre sobre les guerres de Saladí.